# Grevenhausen
Grevenhausen ist eine ehemalige, bis 1839 selbständige Gemeinde, die im 19. Jahrhundert in der heutigen Stadt Lambrecht (Pfalz) aufging.

## Lage
Grevenhausen befand sich im nördlichen Stadtgebiet im Mittleren Pfälzerwald; der größte Teil nördlich des Speyerbachs sowie nördlich der Bahnstrecke Mannheim–Saarbrücken bildete die Gemarkung der einstigen Gemeinde, ausgenommen das Gebäude der Verwaltung der Verbandsgemeinde Lambrecht. Zur Gemarkung von Grevenhausen gehörten innerhalb der heutigen Stadt Lambrecht die Karl-Rauch-Siedlung, der Luhrbach sowie die Einzugsgebiete des Eichelberg und des Kreuzberg. Südlich der Bahnstrecke und des Speyerbachs gehörte ebenso der Schorlenberg zu Grevenhausen und ein großer Teil des Streckenverlaufs des Kuckucksbähnels. Baulich ist der frühere Ort mittlerweile mit dem früheren St. Lambrecht zusammengewachsen, sodass eine räumliche Trennung nicht mehr möglich ist.

## Geschichte
977 wurde Grevenhausen von Herzog Otto von Worms das Benediktinerstift St. Lambrecht südlich des Siedlungsgebiets gestiftet. Nach seiner Aufgabe in der frühen Neuzeit diente dieses als Asyl für Wallonen und wurde zur eigenen Gemeinde St. Lambrecht erhoben. Bis Ende des 18. Jahrhunderts gehörte Grevenhausen zum Hochstift Speyer, innerhalb dessen er zeitweise dem Amt Deidesheim und später – um 1765 – dem Oberamt Kirrweiler unterstand. Zunächst bildete der Speyerbach die Gemarkungsgrenze zwischen Grevenhausen und St. Lambrecht, jedoch gelang es der Kurpfalz, zu der St. Lambrecht gehörte und die sich dabei auf geschichtliche Rechte berief, diese nach Norden zu Ungunsten von Grevenhausen zu verschieben. Die Tatsache, dass St. Lambrecht als Teil der Kurpfalz protestantischen Glaubens war, Grevenhausen als Teil des Hochstifts hingegen katholisch blieb, heizte das Spannungsverhältnis zwischen den beiden Ortschaften zusätzlich an. Ein weiterer Konfliktpunkt war die Nutzung des Speyerbachs und des nahen Luhrbachs. Anfang des 18. Jahrhunderts hatten die Bewohner St. Lambrechts den Luhrbach durch ihre Wiesen umgeleitet, was die Grevenhausener kurze Zeit später rückgängig machten; die St. Lambrechter reagierten darauf wiederum durch Zerstörung von Gärten der Grevenhausener. 1753 führte die Errichtung eines Wirtshauses vor Ort zu einer neuntägigen bewaffneten Auseinandersetzung zwischen der Kurpfalz und dem Hochstift. Während dieser Zeit hatte Grevenhausen insgesamt 38 Einwohner, darunter 23 Katholiken und 15 Reformierte.
Die Schreibweisen des Ortes variierten zwischen Grävenhausen, Gräfenhausen und Grevenhausen. Von 1798 bis 1814, als die Pfalz Teil der Französischen Republik (bis 1804) und anschließend Teil des Napoleonischen Kaiserreichs war, war Gräfenhausen – so die damalige Schreibweise des Ortes – in den Kanton Neustadt (Donnersberg) eingegliedert und unterstand der Mairie Lambrecht. 1815 hatte der Ort 340 Einwohner. Im selben Jahr wurde der Ort Österreich zugeschlagen. Bereits ein Jahr später wechselte der Ort wie die gesamte Pfalz in das Königreich Bayern. Ab 1818 war der Ort Bestandteil des Landkommissariat Neustadt. Am 27. Juni 1839 wurde Grevenhausen mit dem Nachbarort St. Lambrecht zur Gemeinde St. Lambrecht-Grevenhausen zusammengeschlossen; 1887 wurde die Bezeichnung zu Lambrecht verkürzt. Inzwischen wird Grevenhausen nicht mehr als eigenständige Siedlung wahrgenommen.

## Wappen
| Wappen von Grevenhausen | Blasonierung: „Von Schwarz und Blau gespalten, rechts ein rotbewehrter und -bezungter goldener Löwe, ein aufgeschlagenes silbernes Buch in den Vorderpranken haltend, links ein Bischof mit goldbordierter silberner Mitra und goldenem Ornat, in der Rechten einen goldenen Krummstab, in der Linken einen grünen Palmzweig haltend.“ |
| Wappen von Grevenhausen | |

## Reminiszenz
In Lambrecht gibt es die Grevenhausenstraße und vor dem Schulhaus den Grevenhausen-Brunnen, die auf die Existenz der einstigen Ortschaft hinweisen.

## Persönlichkeiten
- Bernhard Würschmitt (1788–1853), war von 1826 bis 1828 vor Ort Pfarrer
- Adam Weber (1801–nach 1846), von 1843–1846 Präsident der IHK Pfalz